# Dofí fosc
El dofí fosc (Lagenorhynchus obscurus) és un dofí molt gregari i acrobàtic que viu en aigües costaneres de l'hemisferi sud. Fou descrit per primer cop per John Edward Gray el 1828. Genèticament, és molt proper al dofí de flancs blancs del Pacífic, però el consens científic actual és que són dues espècies diferents.